# Агапов, Сергей Александрович
Серге́й Алекса́ндрович Ага́пов (1836 — 28 мая [9 июня] 1865) — российский врач-писатель.

## Биография
В 1857 году окончил медицинский факультет Московского университета со степенью лекаря. Работал ординатором Московской сифилитической больницы. В марте 1865 года был командирован во временное отделение больницы для чернорабочих, где умер 28 мая (9 июня) 1865 года, заразившись от больных тифом.